# Gehrden (Brakel)
Gehrden ist eine Ortschaft der Stadt Brakel im Kreis Höxter (Nordrhein-Westfalen). Bis 1975 war Gehrden eine Stadt im damaligen Kreis Warburg.

## Geografie
Gehrden liegt 26 km Luftlinie südöstlich Paderborns und 10 km Luftlinie südlich der Kernstadt Brakel in dem zum Oberen Weserbergland gehörenden Oberwälder Land östlich des Eggekamms 170–180 m über dem Meer in geräumiger, windgeschützter und fruchtbarer lößbedeckter Mulde der Öse inmitten eines hügelig bewegten, auf den Kuppenhöhen bewaldeten Bauernlandes. Östlich des Ortes durchfließt die Nethe die Gehrdener Flur, parallel verläuft die Ostwestfalenstraße.

### Nachbarorte
Die Nachbarorte von Gehrden sind:
- Im Süden: Willebadessen-Niesen ca. 4 km, Willebadessen-Peckelsheim 7 km, Willebadessen-Fölsen ca. 4 km
- Im Westen: Willebadessen ca. 8 km, Willebadessen-Altenheerse ca. 5 km, Bad Driburg-Dringenberg ca. 6 km
- Im Norden: Brakel-Schmechten  ca. 5 km, Brakel-Siddessen  circa 2 km,
- Im Osten: Brakel-Frohnhausen ca. 6 km

Städte in der Nähe: Brakel ca. 10 km, Bad Driburg ca. 14 km, Borgentreich circa 16 km, Warburg ca. 20 km, Höxter ca. 30 km,

## Geschichte

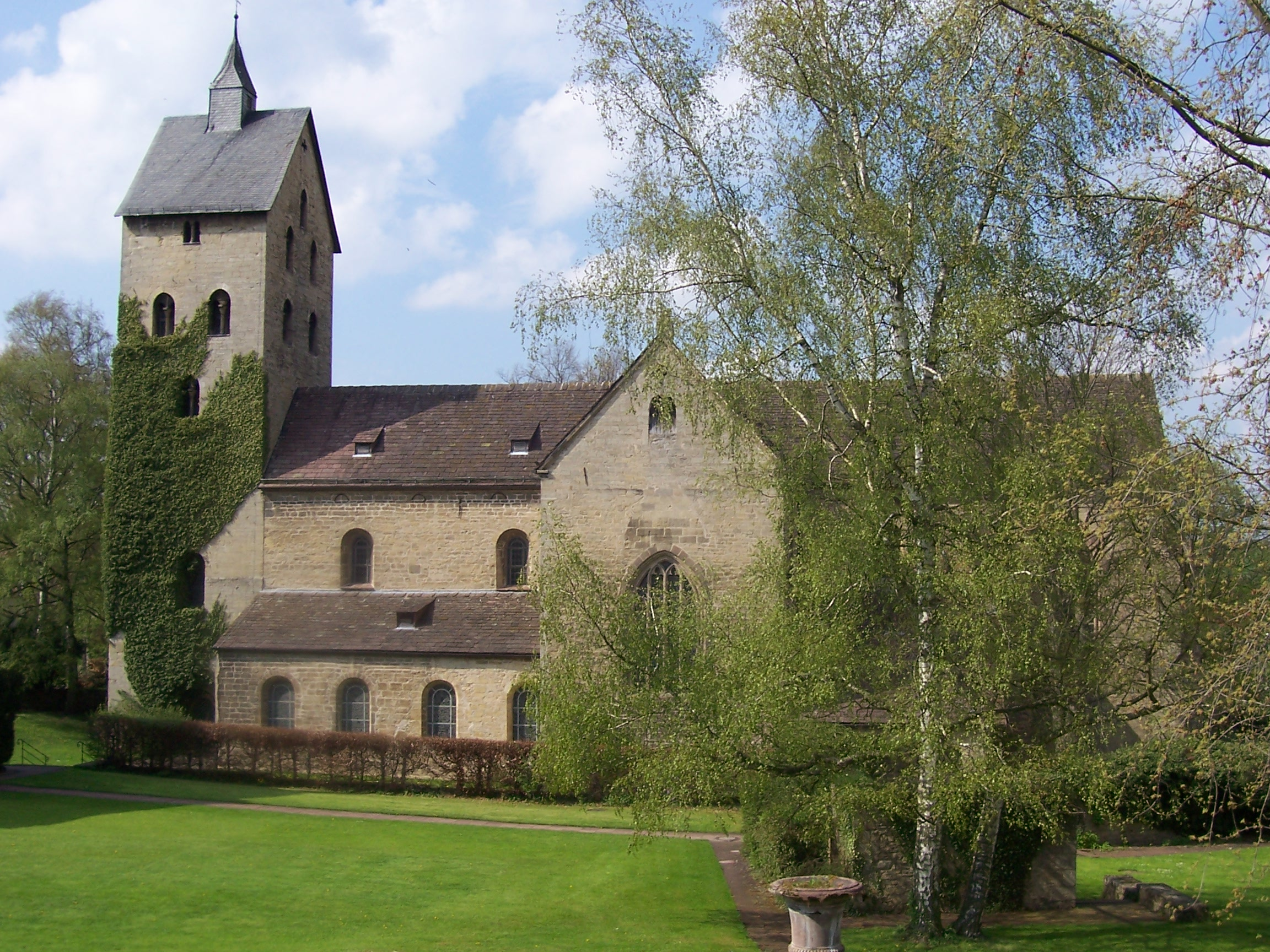
Romanische Pfarrkirche von 1182

Der Ort wurde 868 erstmals als „Nortgardinum et Suithgardinum“ erwähnt und bestand damals aus den beiden Siedlungen Nordgehrden und Südgehrden, heute wüst, die schon zu Pfarreien erhoben und dem benachbarten Stift Heerse zehntpflichtig waren. Das 1134 von der Kirche zu Heerse in Iburg bei Driburg gegründete Benediktinerinnenkloster wurde ca. 1136 vom Paderborner Bischof Bernhard I. von Oesede nach Gehrden verlegt; nach einer anderen Urkunde geschah die Verlegung erst 1142. Fortan werden die umliegenden Dörfer und Höfe im Schutz der mächtigen Klostermauern umgesiedelt.
Aus der Zeit um 1200 stammt die Tür mit reichem Eisenbeschlag im Nordportal der Kirche.
Die 1180 fertiggestellte romanische Klosterkirche ist das einzige noch erhaltene Gebäude dieser Zeit, da die Klostergebäude im 17. Jahrhundert durch modernere Bauten ersetzt wurden. Die Kirche ist eine der wenigen Kreuzkirchen Deutschlands und in ihrem Turm läutet eines der ältesten Stiftsgeläute Westfalens.
1319 erhielt Gehrden Stadtrechte. Die Stadtsiedlung lehnte sich an die Nordseite des Klosters an, der Hauptstraßenzug verlief in west-östlicher Richtung. Außer einigen Spuren war von der Stadtbefestigung bereits 1803 nichts mehr vorhanden.
1456 war Gehrden Versammlungsort der Paderborner Landstände.
Bis zur Auflösung des Hochstifts Paderborn unterstand die Stadt der Gerichtsbarkeit des Rentamts Dringenberg im Oberamt Dringenberg.
1810 wurde das Kloster im Zuge der Säkularisation aufgelöst und von Graf Bocholtz-Asseburg zu Niesen, der Zeremonienmeister von Jérôme Bonaparte, teilweise abgerissen und zu einem Schloss umgebaut. Das Gebäude wechselte daraufhin mehrmals den Besitzer und war ab 1965 im Besitz des Familienerholungswerks des Erzbistums Paderborn. Heute beherbergt es, nach Umbau und Renovierung in den Jahren 2007/2008, ein Hotel.
Napoleon bildete 1807 das Königreich Westphalen und teilte es in Departments ein. Die Hauptstadt wurde Kassel. Gehrden erhielt eine Mairie (Kantonsbürgermeister). Der Kanton Gehrden umfasste neben der Stadt Gehrden die Dörfer Auenhausen, Fölsen, Frohnhausen, Hampenhausen, Massenhausen, Natingen, Niesen, Rheder, Schmechten und Siddessen. Mit der Gründung des Kreises Warburg 1816 wurde Gehrden Verwaltungssitz des Amtes Gehrden, das 1856 mit dem Amt Dringenberg zum Amt Dringenberg-Gehrden vereinigt wurde.
1832 wurde das Dekanat Gehrden eingerichtet, welches bis 1976 bestand. Nach Auflösung des Kreises Warburg und des Amtes Dringenberg-Gehrden durch das Sauerland/Paderborn-Gesetz mit Wirkung vom 1. Januar 1975 wurde die Stadt Gehrden in die Stadt Brakel eingegliedert.
Gehrden hat 832 Einwohner (Stand Dezember 2022).

### Wappen
| Wappen der ehemaligen Stadt Gehrden (Westf.) | Blasonierung: „In Blau der wachsende silbern (weiß) gekleidete, golden (gelb) nimbierte heilige Petrus, der in der Rechten ein goldenes (gelbes) Stabkreuz und in der Linken einen goldenen (gelben) Schlüssel mit abgekehrten Bart hält.“ |
| Wappen der ehemaligen Stadt Gehrden (Westf.) | Wappenbegründung: Das Wappen wurde 1955 vom nordrhein-westfälischen Innenminister verliehen. Es zeigt den Stadt- und Kirchenpatron St. Petrus mit seinen Attributen Kreuz und Schlüssel. Es gleicht weitgehend dem Siegelbild des 14. Jahrhunderts. Zwischendurch, belegt auf einem Stempel von 1662 war irrigerweise der Apostel durch eine Nonne ausgetauscht worden; das davon abgeleitete Wappen genehmigte der preußische König Wilhelm II. 1908. |

### Banner
|  | 00Banner: „Das Banner ist gespalten von Blau und Weiß mit dem Wappen oberhalb der Mitte.“ |

### Historische Einwohnerzahlen
| Jahr            | Einwohner |
| --------------- | --------- |
| 1818 (31. Dez.) | 745       |
| 1858 (31. Dez.) | 958       |
| 1871 (31. Dez.) | 796       |
| 1895 (31. Dez.) | 752       |
| 1950 (31. Dez.) | 1032      |
| 1961 (6. Juni)  | 821       |
| 1970 (27. Mai)  | 918       |
| 1974 (30. Juni) | 915       |
| 1985 (31. Dez.) | 1084      |
| 2015 (31. Dez.) | 939       |
| 2020 (31. Dez.) | 828       |

### Auszeichnungen
- Landessilberdorf 1995
- Landesgolddorf 1997
- Bundesgolddorf 1998
- Staatlich anerkannter Erholungsort 2006

## Historische Ereignisse
Zwei Erdbeben in der Mitte des 18. Jahrhunderts erschütterten das Hochstift Paderborn. Dass diese beiden Beben in Erinnerung geblieben sind, verdanken wir unter anderem den Einträgen im Kirchenbuch Gehrden von Vikar (Sacellan) P. Gregorius Waldeyer, OSB. Über das zweite große Beben vom 18. Januar 1766 berichtet er als Pfarrer von Gehrden, die starke Erschütterung habe etwa ein Vaterunser lang gedauert.
Das Erdbeben vom 19. Februar 1756, das wie auch das folgende, keine größeren Schäden anrichtete oder Menschenleben kostete, wurde als Vorahnung für den Siebenjährigen Krieg gedeutet, der im Hochstift verbreitet große Not und viel Leid mit sich brachte. Das zweite Beben wurde als Aufruf zur Buße gedeutet, denn es brachte auch das Ende einer halbjährigen Trockenheit nach einem sehr guten Erntejahr. Fürstbischof Wilhelm Anton von der Asseburg rief landesweit zu Dankgottesdiensten auf für den 8. Februar 1766.
Dass die Ursache für Erdbeben in der Plattenbildung der Erdkruste angelegt ist, wusste man damals noch nicht. Und dass die tektonische Struktur des Eggegebirges eigentlich eine erdbebengefährdete Zone ist, auch nicht. Zum Glück zählt Ostwestfalen-Lippe zu den erdbebenarmen Gebieten.

## Wirtschaft und Infrastruktur
Gehrden ist ein landwirtschaftlich geprägtes Dorf. Dennoch haben sich im Gewerbegebiet östlich von Gehrden einige handwerkliche Betriebe niedergelassen.

### Tourismus
Das Feriendorf und das Schloss in Gehrden machen im gesamten Stadtgebiet Brakel die Mehrheit der Übernachtungen aus. Seit 2006 ist Gehrden zudem ein staatlich anerkannter Erholungsort. Das Familienerholungswerk im Schloss hat 2011 Insolvenzantrag gestellt. Nach Umbau und Renovierung 2007/2008 ist es heute ein Hotel.

#### Sehenswürdigkeiten

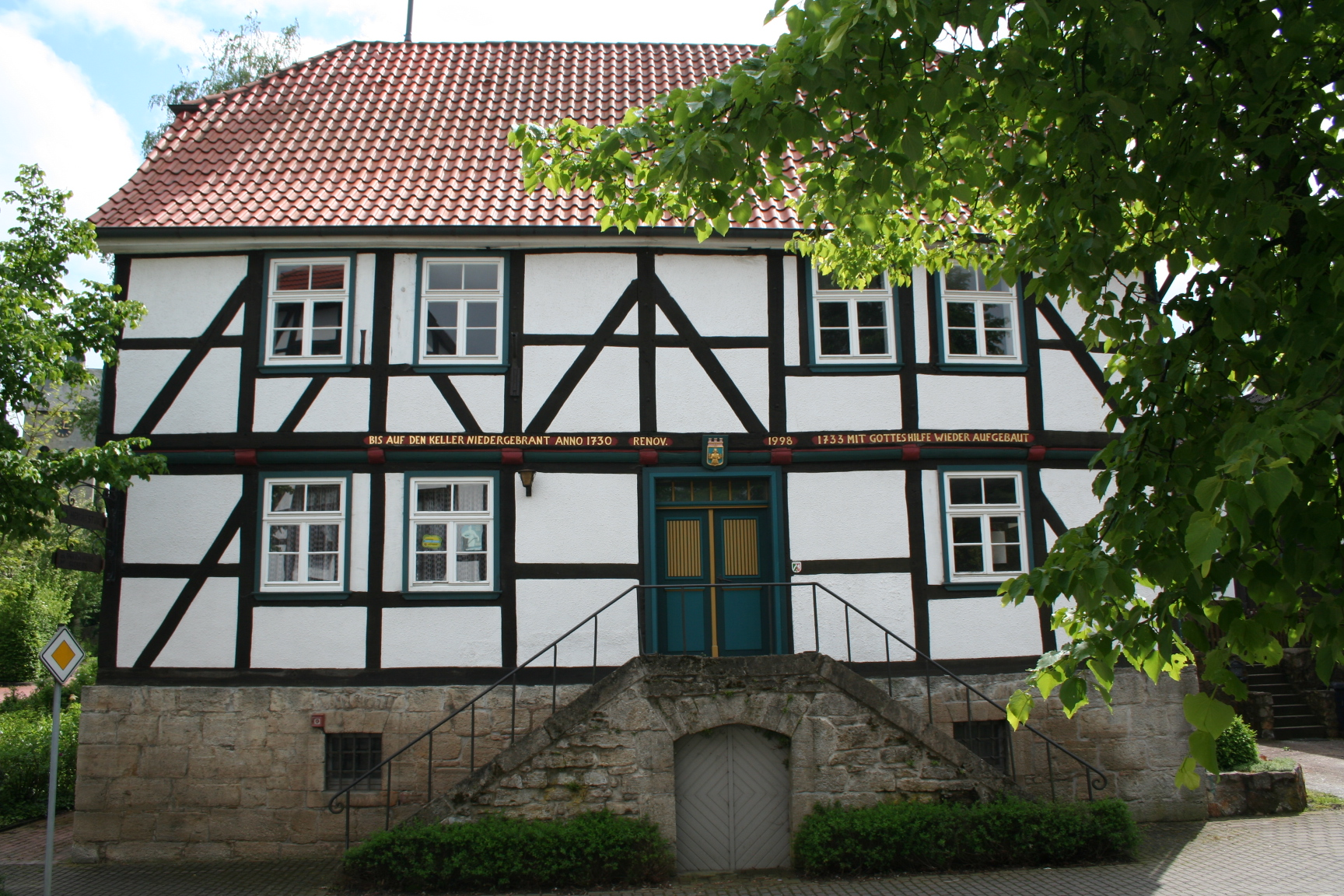
Ehemaliges Rathaus der Stadt Gehrden von 1733

- Romanische Klosterkirche St. Peter und Paul mit dem größten historischen Glockengeläut Westfalens
- Ehemaliges Benediktinerinnenkloster und Schloss Gehrden
- Ehemaliges Rathaus im Fachwerkstil von 1733 (mit Trauzimmer)
- Ländliche Fachwerkhäuser
- Barocke Katharinenkapelle von 1668
- Ehemalige Klostermühle aus dem 17. Jahrhundert
- Zwölf-Apostel-Linde (eine etwa 500 Jahre alte Winter-Linde mit 9,76 m Stammumfang)[8]
- Gewässerlehrpfad
- Obstbaumlehrpfad und Hudewiesen
- Waldbaumlehrpfad am Wolfsberg
- Gut Charlottenhof

## Persönlichkeiten
- Georg Joseph Bessen (1781–1838), Gymnasiallehrer in Paderborn, Autor der Geschichte des Bisthums Paderborn[9]
- Josef Menke (1899–1975), Käufer des Guts Charlottenhof, ehemaliges Mitglied des Deutschen Bundestages
- Heinrich Happe (1886–1970), Landrat des Kreises Warburg, geboren in Gehrden